# نسل‌های فرهنگی ایران
نسل‌های فرهنگی ایران به افراد زاده شده در ایران، در بازه‌های زمانی مشخص اشاره دارد.

## دههٔ ۱۳۶۰ (دهه شصتی‌ها)

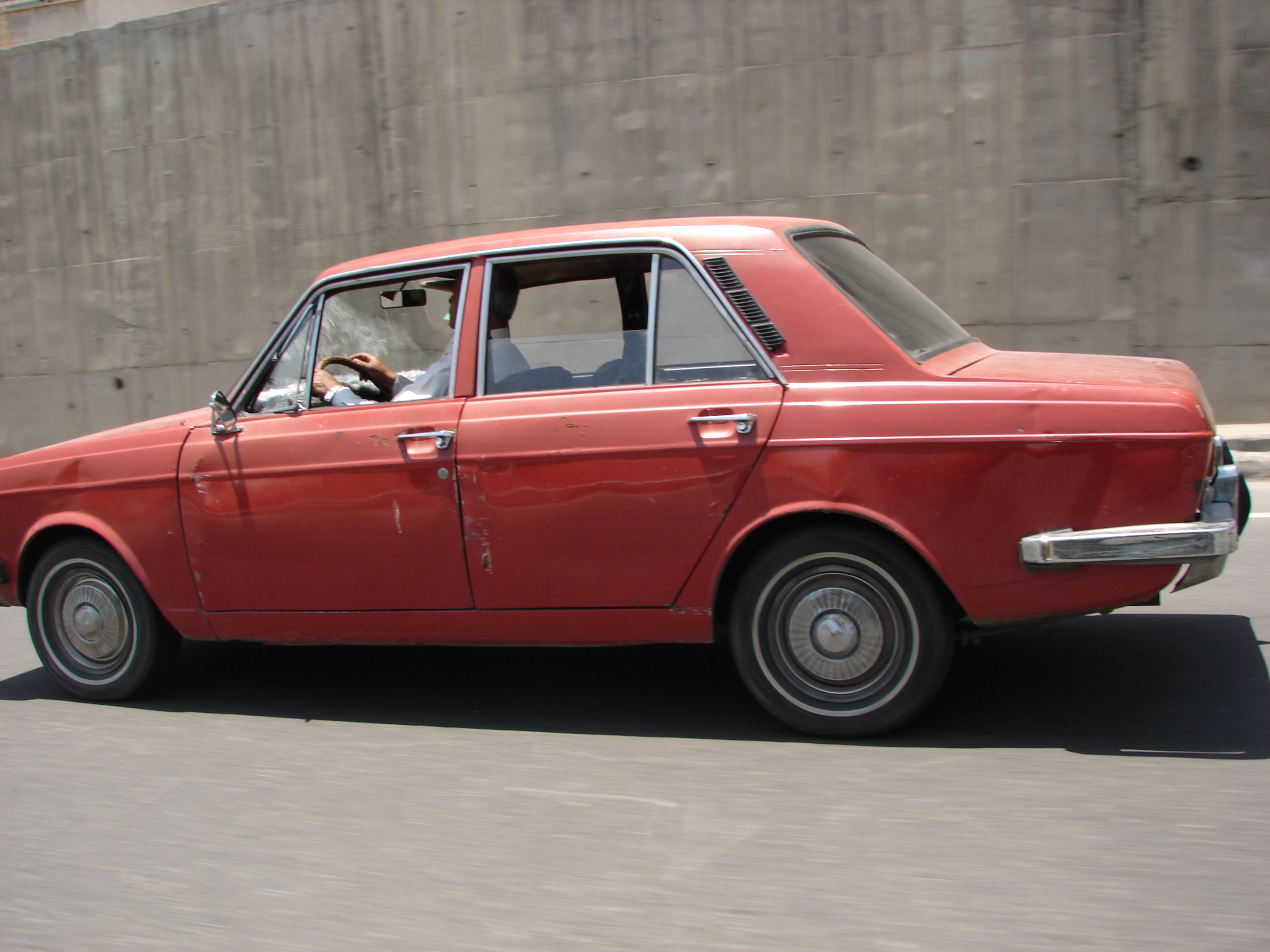
پیکان، خودروی محبوب در دههٔ ۱۳۶۰ و پس از آن که از سال ۱۳۴۶ در ایران خودرو تولید می‌شده‌است.

دهه شصتی‌ها به افرادی گفته می‌شود که در بازه زمانی (۱۳۶۹_۱۳۶۰) زاده شده‌اند. در دههٔ ۱۳۶۰، با وجود اینکه ایران درگیر مشکلات شدید جنگ ایران و عراق بود، نرخ باروری در ایران به بالای ۳ رسید که در پی آن، ایران میزبان حجم بالایی از زاد و ولد در کشور شد. نخستین چالش والدین زادگان سالهای اول دهه ۱۳۶۰ در بدو تولد، کمبود خدمات بهداشتی و درمانی و پس از آن مربوط به مواردی همچون، مراقبت‌های کودک بود. براساس آمارهای رسمی کشوری، در دهه ۱۳۶۰، مرگ و میر کودکان ایرانی ۷٫۷ مرگ در میان هر هزار کودک بود. ماجراهایی همچون کمبود شیر خشک و وسایل مراقبتی کودکان، نیز نشان‌دهنده این هستند که والدین نوزادان قربانی سیاست‌های افزایش جمعیت دولت ایران شدند. چالش‌های آموزشی، اشتغال و  مسکن  همگی باعث مشکلاتی در زندگی بخشی از آنها شد. به گزارش دنیای اقتصاد، زادگان دهه ۱۳۶۰ با مشکلات فراوانی در اشتغال و تجارت روبرو بوده‌اند و در صورتی که تحصیل‌کرده‌های بیکار دهه ۱۳۷۰ نیز قصد ورود به بازار کار کنند، بحران بیکاری در کشور نمود بیشتری خواهد یافت. همچنین بر اساس گزارش‌ها، هنگام سالمندی متولدین دهه ۱۳۶۰ ایران، احتمالاً کمبودهایی در نگهداری و خدمات درمانی برای آنان وجود خواهد داشت.
زادگان اوایل دهه ۱۳۶۰ همچنین نمادهای فرهنگی مشترکی با متولدین نیمه دوم دهه پنجاه داشته‌اند. در رسانه‌ها از علی کوچولو، خانواده دکتر ارنست، آنشرلی، اوشین، دختری به نام نل، پت و مت، باز مدرسه‌ام دیر شد، بیسکویت مادر، شامپو تخم‌مرغی داروگر، دفتر مشق تعاونی، کیهان بچه‌ها و پاک‌کن دورنگ سیلیکون به عنوان برنامه های کودم در دهه شصت یاد شده‌است.
مرکز آمار ایران براساس نتایج سرشماری نفوس و مسکن ۱۳۹۵، داده‌نمایی از سهم جمعیت دهه شصت به همراه نرخ بیکاری، وضعیت مدرک تحصیلی، وضع زناشویی و تعداد فرزندان متولدان دهه ۱۳۶۰ را ارائه کرد. بر این اساس، دهه شصتی‌ها با ۱۶ میلیون و ۸۰۲ هزار و ۴۶ نفر بیشترین سهم از جمعیت ایران را دارند، به گونه ای که ۲۱ درصد سهم جمعیت مربوط به این دهه است. از جمعیت هشت میلیون و ۴۸۳ هزار و ۸۹۳ نفری، ۱۶ درصد بیکارند؛ همچنین ۳۲ درصد از هشت میلیون و ۳۱۸ هزار و ۱۵۳ نفری زنان نیز شغلی ندارند. ۱۹ درصد زنهای دهه شصتی و ۳۳ درصد مردها هنوز ازدواج نکرده‌اند. ۲۷ درصد آنها تحصیلات ابتدایی، راهنمایی و متوسطه، ۳۵ درصد تحصیلات عالی و ۲۸ درصد دیپلم و پیش دانشگاهی دارند.
دولت در سال ۱۴۰۲ برای متولدان دهه شصت پکیج تشویقی ازدواج در نظر گرفت.

### آموزش
براساس مطالعات رسمی، در دهه ۱۳۶۰، جمعیت دانش‌آموزی با کمبود فضاهای آموزشی مواجه شد. مدارس دو، سه و حتی چهار شیفته به ارائه خدمات آموزشی مشغول بودند که یکی از بدی‌های آن، کاهش کیفیت آموزشی و محروم ماندن برخی ایرانیان از آموزش همگانی است.

## دههٔ ۱۳۷۰ (دهه هفتادی‌ها)
در فروردین ۱۴۰۰، محمدمهدی تندگویان گفت که «بحران اقتصادی دهه شصتی‌ها برای دهه هفتادی‌ها بیشتر می‌شود».

## دههٔ ۱۳۸۰ (دهه هشتادی‌ها)

یک نوجوان ایرانی در ژوئیهٔ ۲۰۱۹ در تهران‏. مد و فشن، از روش‌های اعتراض دهه هشتادی‌ها دانسته شده‌است.

دهه هشتادی‌ها یا زادگان دههٔ ۱۳۸۰ در ایران به افرادی گفته می‌شود که در بازه زمانی (۱۳۸۹تا۱۳۸۰) زاده شده باشند. زادگان این دهه به میزان بهره‌گیری از فضای مجازی شهرت دارند.
متولدان این دهه برخلاف نسل‌های قبلی، گروه مرجع فکری و عقیدتی ندارد. اخبار و اطلاعات مورد نیاز خود را از دنیای مجازی دریافت می‌کند. برای زندگی بهتر به دنبال مهاجرت به کشورهای غربی هستند. مطالبه اصلی آن‌ها آزادی‌های فردی و اجتماعی است.
توان این نسل برای جایگزینی فرهنگ ایران، باعث نگرانی‌هایی شده‌است. محمدامین قانعی‌راد، جامعه‌شناس، اعلام داشت که «این نسل توان آن را دارد فرهنگ موجود را نقد و فرهنگ دیگری را جایگزین کند اما مقاومتی از سوی فرهنگ رسمی صورت می‌گیرد که تلاش می‌کند آن‌ها را به خانه براند». همچنین احتمال سیاسی شدن این نسل نیز باعث نگرانی‌هایی در جمهوری اسلامی ایران شده‌است.
اعضای این نسل که در یک دهه گذشته از لحاظ سیاسی منفعل بودند، با کشته‌شدن مهسا امینی دریافتند که در معرض همان خطرند و در اعتراضات پس از کشته‌شدن مهسا امینی حضور پررنگی داشتند.

## دههٔ ۱۳۹۰ (دهه نودی‌ها)
بر پایهٔ گزارشی در فرارو، «دهه نودی‌ها» در سال‌های «پرآشوب» سیاسی و اقتصادی ایران «متولد شده و بالیده‌اند». در این گزارش آمده بود که «خیلی‌ها می‌گویند ایرانی‌های بالغ، دهه نودی‌ها را از اساس نمی‌شناسند… (آنان) دهه‌ای سراسر آشوب را از سر گذراندند». احتمال داشتن استرس‌های اقتصادی در کودکان دهه نودی، گزارش شده‌است.

## دههٔ ۱۴۰۰ (دهه چهارصدی ها)
دهه اولی‌ها نوزادانی هستند که در دههٔ اول سدهٔ جدید به دنیا آمده باشند و این نوزادان اولین نسل فرهنگی در سدهٔ جدید هستند.